# 위성류
위성류(渭城柳, Tamarix chinensis)는 중국 원산으로, 한국 중부 이남의 인가 근처에서 자라는 낙엽소교목이며 높이는 5m 정도이다. 가지는 가늘고, 밑으로 처진다. 잎은 어긋나며, 회록색으로 끝이 뾰족하다. 꽃은 1년에 2번 피고, 연분홍색, 가지끝에 총상꽃차례로 달리고, 봄철의 꽃은 늙은 가지에서 나오며, 크지만 무결실이다. 여름철의 꽃은 햇가지에서 나오고, 작지만 결실을 맺는다. 꽃잎, 꽃받침, 수술은 각각 5개, 씨방은 3개, 암술대는 곤봉 모양이다. 열매는 삭과이며 씨에 털이 있다. 잎은 약용으로 쓰인다.